# Gongsun Zan
En aquest nom xinès, el cognom és Gongsun.
Gongsun Zan (mort el 199 EC), nom estilitzat Bogui (伯珪), un nadiu de Liaoxi (遼西), va ser un senyor durant el període de la tardana Dinastia Han Oriental de la història xinesa.

## Biografia
No es coneix molt dels seus primer anys però sí que ell va estudiar sota Lu Zhi juntament amb Liu Bei. Va ser desplegat per He Jin per sufocar revoltes al nord, cosa que va fer amb èxit. Arran d'un malentès amb el seu senyor, Liu Yu, ell el va atacar i va prendre el control dels voltants; això no obstant, contràriament a la creença popular, ell mai va rebre formalment el títol de prefecte. Durant aquest temps, el seu antic company de classe Liu Bei va venir a servir-lo i se'l va assignar de defensar la ciutat de Pingyuan.